# ENTAC

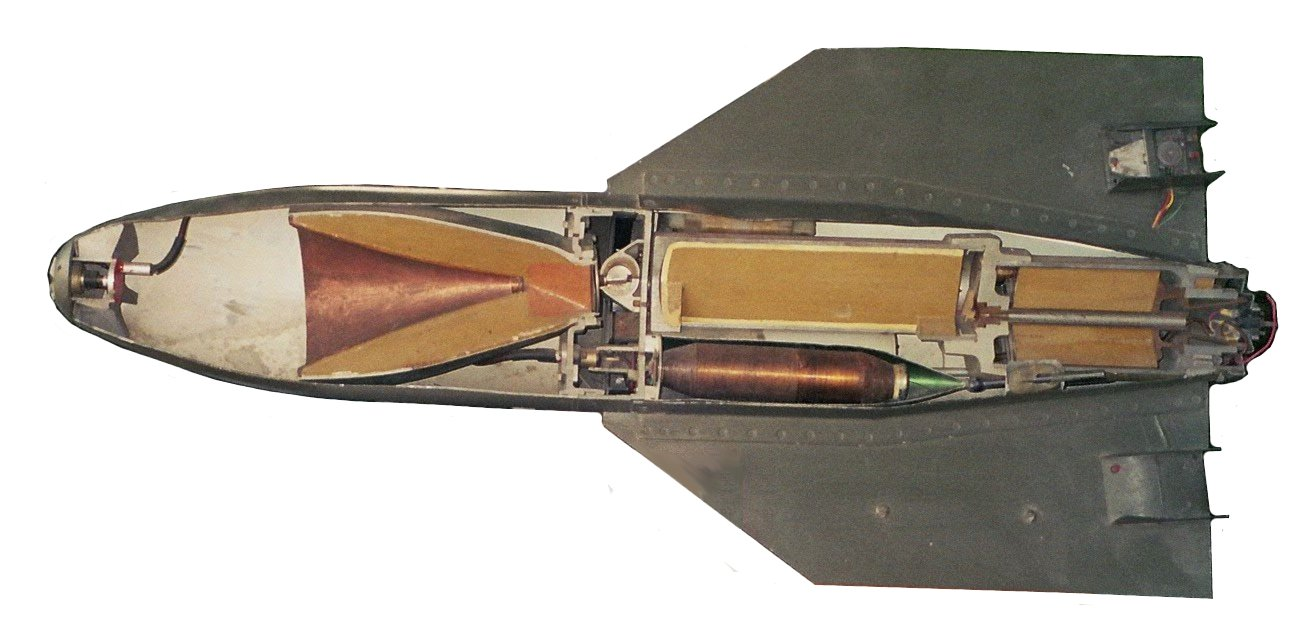
missile Entac in sezione mostra la testata HEAT a cono, il motore e parte dell'elettronica

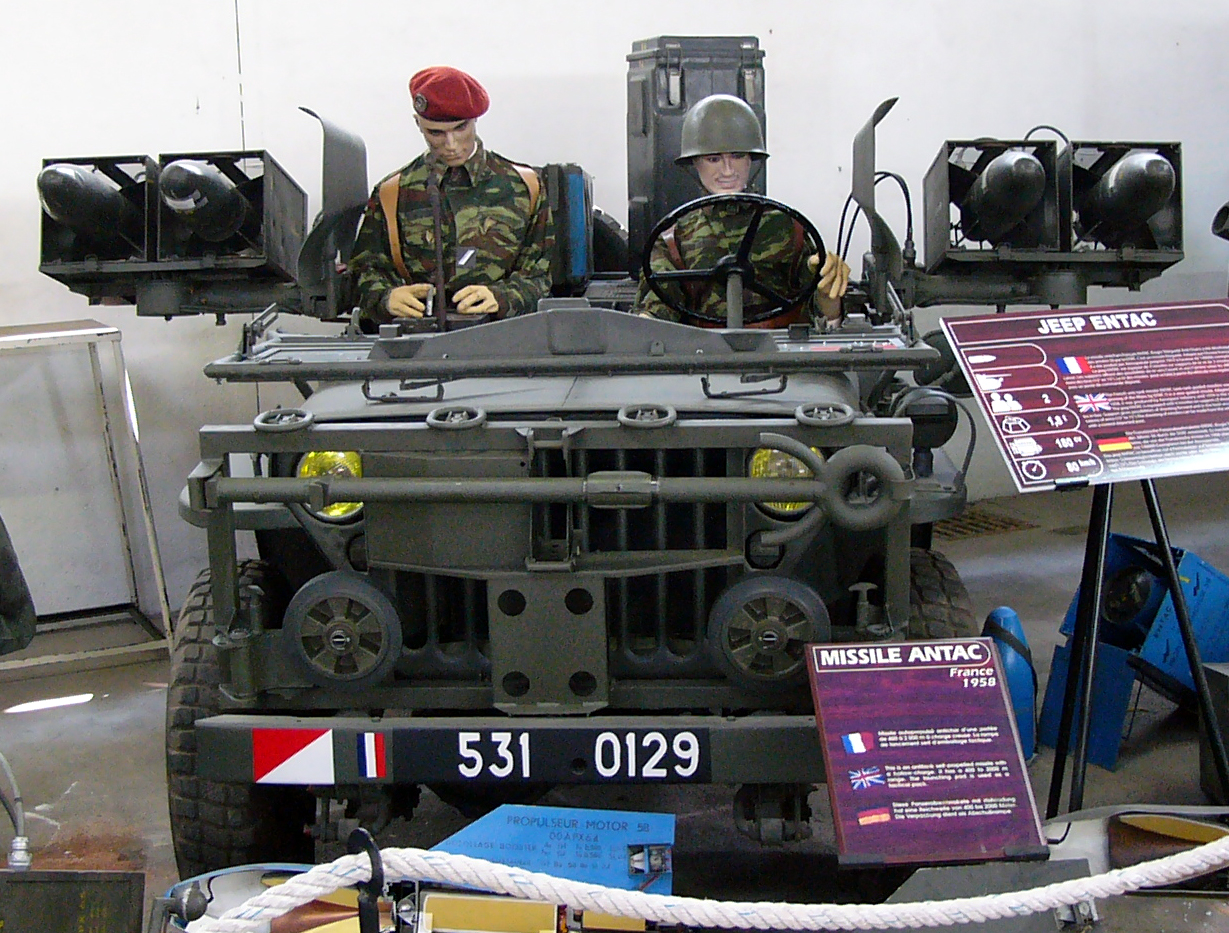
French Jeep with 4 missiles Entac.

ENTAC è un missile anticarro francese a medio raggio, postbellico di prima generazione, di larga diffusione, ma molto simile all'SS-10. In genere era portato in caratteristici contenitori quadrati, in cui si incastrava letteralmente con le alette. Adottato anche dall'esercito americano come arma interinale, poi sostituito dal TOW.